# Thymus orospedanus
Thymus orospedanus — вид рослин родини глухокропивові (Lamiaceae), ендемік Іспанії.

## Опис
Квіти від білих до пурпурових. Цвітіння: з квітня по липень.

## Поширення
Ендемік пд. і пд.-сх. Іспанії.
Розвивається на вапнякових або доломітових субстратах. надає перевагу сонячним місцям із сухими, дрібними кам'янистими або навіть кам'янистими ґрунтами на висотах 600–2000 м н.р.м..